# 永井孝信
永井 孝信（ながい たかのぶ、1930年3月11日 - 2019年12月21日）は、日本の政治家。兵庫県加古川市出身。
衆議院議員（5期）、労働大臣（第62代）、日本社会党国会対策委員長を務めた。

## 経歴
1930年、兵庫県生まれ。1949年、鉄道教習所中等部卒業。
その後、国鉄高砂工場勤務を経て、国鉄労働組合中央執行委員。
1979年、第35回衆議院議員総選挙に出馬し次点落選。
1980年、第36回衆議院議員総選挙初当選。1993年、細川内閣発足に伴い労働政務次官に就任。1995年、村山改造内閣で森井忠良が厚生大臣として入閣したことに伴い、国会対策委員長に就任。
1996年1月、第1次橋本内閣で労働大臣として初入閣。8月第41回衆議院議員総選挙に立候補せず、政界から引退。
同年11月、美樹工業（兵庫県のゼネコン）取締役に就任。
2000年、勲一等瑞宝章受章。
2019年12月21日、心不全のため死去。89歳没。死没日をもって正四位に叙される。